# Lemezcsomag

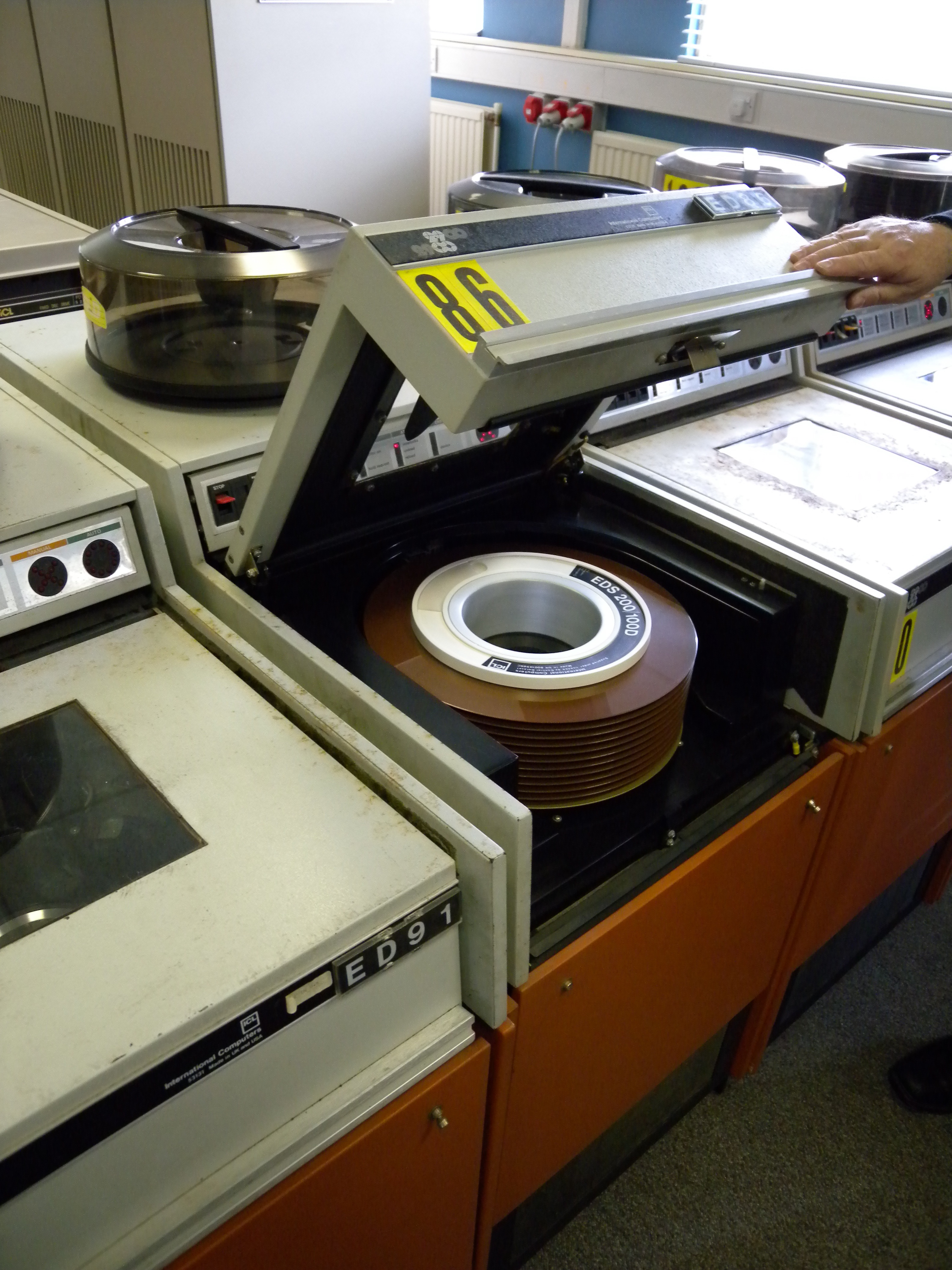

A lemezcsomagok (disk packek) és lemezkazetták a számítógépes adattárolásra szolgáló cserélhető adathordozók korai formái voltak, amelyeket az 1960-as években vezettek be.

## Lemezcsomag
A lemezcsomag merevlemeztárcsák (mágneses adattároló felülettel bevont, kör alakú merevlemezek) réteges csoportosítása. A lemezcsomag a merevlemez-meghajtó központi eleme. A modern merevlemezeknél a lemezcsomag állandóan a meghajtó belsejébe van zárva. Sok korai merevlemezen a lemezcsomag kivehető egység volt, és egy emelőfogantyúval ellátott védőtartállyal látták el.
A védőburkolat két részből állt: egy műanyag héjból, amelynek közepén egy fogantyú volt, és amely a lemezek tetejét és oldalait zárta körül, valamint egy különálló aljból, amely a lezárt csomagot kiegészítette. A lemezcsomag eltávolításához a meghajtót le kellett venni a hálózatról, és hagyni kellett lepörögni. Ezután ki lehetett nyitni a hozzáférési ajtaját, majd egy üres burkolatot behelyezni és elforgatni, hogy a lemeztárcsát kioldják a meghajtóból és a burkolathoz rögzítsék. Ezután a szerelvényt ki lehetett emelni, és az alsó fedelet fel lehetett szerelni. Ezután egy másik lemezcsomagot lehetett behelyezni úgy, hogy eltávolították az alját, és a lemezcsomagot a héjával együtt a meghajtóba helyezték. A fogantyú elforgatásával a lemezcsomag a helyén rögzül, és a burkolat kiszereléséhez felszabadul.
Az első kivehető lemezcsomagot 1961-ben az IBM mérnökei, R. E. Pattison találták fel a Jack Harker által vezetett LCF (Low Cost File) projekt részeként. Az IBM által bevezetett 14 hüvelykes (356 mm) átmérőjű lemezek váltak de facto szabvánnyá, és számos gyártó gyártott 14 hüvelykes lemezeket a lemezcsomagokban és kazettákban egészen az 1980-as évekig.
A kivehető lemezcsomagokat alkalmazó lemezmeghajtók közé tartozik például az IBM 1311, az IBM 2311 és a Digital RP04.

## Lemezkazetta
A korai lemezkazetta egyetlen merevlemezes tányér volt, amelyet műanyag védőburkolatba zártak. Amikor a kivehető kazettát behelyezték a kazettás meghajtó perifériás eszközébe, a meghajtó író-olvasó fejei a héjon lévő lyukakon keresztül tudtak hozzáférni a lemez mágneses adattároló felületéhez. A lemezkazetta a lemezcsomag-meghajtó, illetve a korai merevlemez-meghajtó közvetlen továbbfejlesztése volt. A tárolási sűrűség javulásával már egyetlen tányér is hasznos mennyiségű adattároló helyet biztosított, aminek előnye, hogy könnyebben kezelhető volt, mint egy kivehető lemezcsomag. A kazettás meghajtóra példa az IBM 2310-es meghajtó, amelyet az IBM 1130-as gépen használtak. A lemezkazettákat a hajlékonylemezek (floppyk) tették elavulttá.

## Fejigazítás
A cserélhető lemezcsomagokkal vagy lemezkazettákkal ellátott lemezmeghajtók általában megkövetelték az adatfejek összehangolását, hogy az egyik meghajtón formázott csomagokat egy másik kompatibilis meghajtóval lehessen olvasni és írni. Az igazításhoz speciális igazítócsomagra, oszcilloszkópra, az író-olvasó fejeket mozgató igazító eszközre és türelemre volt szükség. Az oszcilloszkópon generált minta úgy néz ki, mint egy sor váltakozó C és E karakter a hátoldalán. A fejigazítást a fejcsere után kellett elvégezni, és mindenképpen rendszeresen, a meghajtók által megkövetelt rutinszerű karbantartás részeként.
Az igazító csomagot általában "CE-csomagnak" nevezték, mivel az IBM a szerviztechnikusait soha nem "javítóknak", hanem "ügyfélmérnököknek" (CE) nevezte. És mivel az igazítócsomagot csak a CE-k használhatták, ezért "CE-csomagnak" nevezték. A szalagmeghajtókhoz és a lemezmeghajtókhoz speciális CE-adathordozók is rendelkezésre álltak, amelyeket "CE-szalag" és "CE-floppy" néven ismertek.
A későbbi, cserélhető csomaggal rendelkező meghajtók (például a CDC 8"-os Lark meghajtók) a szervót az adatokkal együtt ágyazták be, és nem igényeltek rendszeres fejigazítást.

## Fordítás
- Ez a szócikk részben vagy egészben  a   Disc pack című angol Wikipédia-szócikk fordításán alapul.  Az eredeti cikk szerkesztőit annak laptörténete sorolja fel. Ez a jelzés csupán a megfogalmazás eredetét és a szerzői jogokat jelzi, nem szolgál a cikkben szereplő információk forrásmegjelöléseként.